# Petr Medulič
Pëtr Petrovič Medulič (in russo Пётр Петрович Медулич?; 2 dicembre 1991) è uno sciatore freestyle russo, specialista dei salti.

## Biografia
In Coppa del Mondo ha esordito il 16 gennaio 2011 a Mont Gabriel (31º), ha ottenuto il primo podio il 21 gennaio 2012 a Lake Placid (3º) e la prima vittoria il 5 febbraio 2016 a Deer Valley.
In carriera ha partecipato a due edizioni dei Campionati mondiali (10° nei salti a Voss-Myrkdalen 2013 il miglior risultato).

## Palmarès

### Coppa del Mondo
- Miglior piazzamento in classifica generale: 36º nel 2012.
- 4 podi:
  - 1 vittoria;
  - 1 secondo posto;
  - 2 terzi posti.

#### Coppa del Mondo - vittorie
| Data            | Luogo       | Paese       | Disciplina |
| --------------- | ----------- | ----------- | ---------- |
| 5 febbraio 2016 | Deer Valley | Stati Uniti | AE         |

Legenda:

AE = salti

### Campionati russi
- 2 medaglie[1]:
  - 1 argenti (salti nel 2010);
  - 1 bronzo (salti nel 2012).